# 希望号卫星
希望号（英語：Omid，意为“希望”）是伊朗首颗自行研制的人造卫星。伊朗国家电视台报道说2009年2月2日成功发射了一颗用于科研和通讯的数据处理人造卫星。伊朗自行研制的 “信使号 2”（Safir）运载火箭发射升空后，卫星已经被送入低地轨道。本次发射恰逄伊朗革命的30周年庆典，总统内贾德出席了发射仪式，并开启卫星传送信号“Allāhu Akbar”（真主至大）。他说发射这颗卫星是为了向全世界传播“一神论，和平和公正”。伊朗外交部长马努切赫尔·穆塔基说发射这颗卫星完全是为了“满足国家需要”，“纯粹是为了和平的目的”。
希望号是伊朗的第二颗在轨卫星。2005年俄罗斯为伊朗制造并发射了一颗名为Sina-1的卫星。希望号卫星装载有卫星控制装置及动力供应系统，可用于收集情报和对设备进行检验。但很多功能还没全部激活。伊朗表示发射卫星是为了改进通信技术和互联网应用技术和监测自然灾害等用途，但是西方分析家则认为此举将等于为该国增加了发射洲际弹道导弹的能力。

## 实验发射
2008年2月4日，在新航天中心揭幕仪式上内贾德总统宣布，希望号将会在不久的将来发射升空。

## 轨道
该卫星为了避免飞跃邻国采用的发射方向是东南方，越过印度洋，轨道倾角为55.5度。轨道高度据报道为246──377公里， 轨道周期90.76分钟。